# Barry Ward

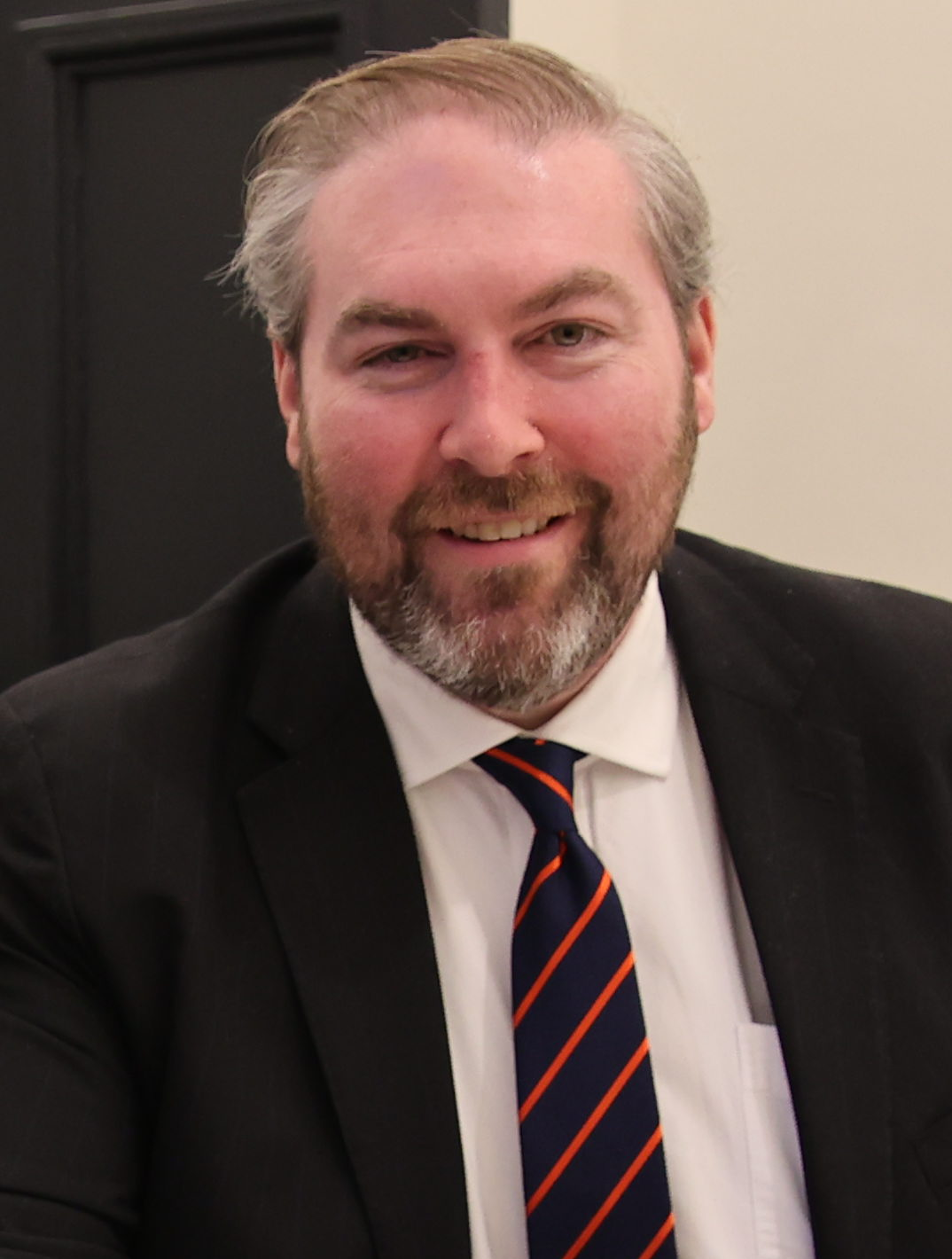
Barry Ward (2024)

Barry M. Ward (* 1976/1977 in Dublin) ist ein irischer Politiker der Fine Gael (FG). Er war von 2020 bis 2024 Mitglied des Seanad Éireann.

## Leben
Ward studierte Rechtswissenschaften am University College Dublin. Nach der Ausbildung am King’s Inns wurde er zur Rechtsanwaltschaft (barrister) zugelassen. Seit 2024 ist er Senior Counsel. Er ist zugleich zur Rechtsanwaltschaft in England und Wales sowie Nordirland zugelassen. Zwischenzeitlich beriet er den Taoiseach Enda Kenny. 
2009 wurde er in den Dún Laoghaire–Rathdown County Council gewählt. Diesen Erfolg konnte er 2014 und 2019 wiederholen. 2011 versuchte er über die Verwaltungsliste in den Seanad Éireann gewählt zu werden. Dabei blieb er ohne Erfolg. Bei den Wahlen am 8. Februar 2020 trat er für die Fine Gael im Wahlkreis Dún Laoghaire an, wurde aber nicht gewählt. Stattdessen konnte er über das Panel Industrie und Gewerbe in den Seanad Éireann einziehen. 2024 gelang es ihm doch, in den Dáil Éireann als Teachta Dála einzuziehen.

## Privates
Er ist mit Aoife Ward verheiratet und hat mir ihr ein Kind. 